# Šimo Klaić
Šimo Klaić (Stari Perkovci kraj Vrpolja, 26. listopada 1929. – Zagreb, 2010.) bio je hrvatski kipar i medaljar.

## Životopis
U Zagrebu je 1949. završio gimnaziju. Na Akademiji likovnih umjetnosti 1960. je diplomirao kiparstvo u klasi Vanje Radauša. U drvu, kamenu, gipsu i metalu izrađivao je pročišćene i stilizirane forme. Izradio je brojna spomen-obilježja i parkovne skulpture. Izlagao je na mnogim samostalnim i skupnim izložbama u Hrvatskoj i inozemstvu te sudjelovao na međunarodnim kiparskim simpozijima. Od 1991. intenzivno se bavio portretnim medaljarstvom te izradio više od 400 prikaza suvremenika i osoba iz hrvatske političke povijesti. Djela mu se nalaze u brojnim zbirkama i na javnim mjestima diljem svijeta.

## Vanjske poveznice
Mrežna mjesta
- Šimo Klaić, Ivan Filipović  Arhivirana inačica izvorne stranice od 10. rujna 2015. (Wayback Machine), Zagreb, www.zagrebacki.info